# Caecilia Metella (Gattin des Lentulus Spinther)
Caecilia Metella war ein Mitglied des altrömischen Plebejergeschlechts der Caecilier. Wer ihre Eltern waren, ist nicht bekannt. Sie heiratete Publius Cornelius Lentulus Spinther, den Sohn des gleichnamigen Konsuls von 57 v. Chr. Sie soll sehr ausschweifend gelebt haben und die Geliebte von Publius Cornelius Dolabella gewesen sein, des Suffektkonsuls von 44 v. Chr. und Schwiegersohns des Redners Marcus Tullius Cicero. Ihre Ehe mit Lentulus Spinther wurde 45 v. Chr. aufgelöst. Später wurde sie die Gattin eines Sohnes des Schauspielers Aesopus.